# Trithemis annulata
Trithemis annulata – gatunek ważki z rodziny ważkowatych (Libellulidae). Szeroko rozpowszechniony – występuje w niemal całej Afryce (w tym na okolicznych wyspach, m.in. Madagaskarze, Mauritiusie, Reunionie, Wyspach Zielonego Przylądka, Wyspach Kanaryjskich), w Azji Zachodniej po Turcję na północy i Iran na wschodzie, na wielu wyspach Morza Śródziemnego oraz w południowej Europie (Hiszpania, Portugalia, południowa Francja, Włochy, Albania i Grecja). Zasięg gatunku rozszerza się na północ w związku z globalnym ociepleniem.
W RPA imago lata od listopada do końca maja.
Długość ciała 35–37 mm. Długość tylnego skrzydła 30–31 mm.